# Валеријана Вукосављевић
Валеријана Вукосављевић (девојачко Ајаји; Бордо, 29. април 1994) је француска кошаркашица и репрезентативка.
У јулу 2019. удала се за Филипа Вукосављевића, српског професионалног кошаркаша. Троје њене браће и сестара, сви млађи од ње, играју кошарку: Џоел игра у Сједињеним Државама на Универзитету Гонзага и представљао је Француску у млађим категоријама. Брат Жералд је играо у трећој француској лиги као аматер.
Са репрезентацијом Француске је освајала четири сребрне медаље на Европским првенствима.